# Terre d'Andrée
La Terre d'Andrée est un territoire norvégien situé au nord du Spitzberg, Svalbard. Il est délimité par les fjords Woodfjorden à l'ouest et Wijdefjorden à l'est, et du nord au sud la péninsule fait 70 km de long. Vers le sud, la frontière se fait avec la Terre James I.

## Nature
La zone côtière du Wijdefjorden constitue le  Parc national d'Indre Wijdefjorden. La péninsule est habitée par des rennes le long des fjords. Il y a beaucoup d'ours polaires dans le Liefdefjorden au nord-est, et la mer du nord abrite des bélugas. L'île de Moffen au nord a sa propre colonie de morses. Wijdefjorden compte quelques phoques. La Terre d'Andrée n'a pas de grandes colonies d'oiseaux des falaises. Seule la baie de Jakobsenbukta au nord-ouest, compte une colonie d'oiseaux mais de moins de 10 000 individus reproducteurs.

## Colonies et Histoire
Il n'y a pas de localité dans la Terre d'Andrée, et il y a peu de vestiges d'anciennes habitations. La chasse a été pratiquée à Gråhuken dans l'extrême-nord, et à l'entrée du Vestfjord loin dans le Wijdefjorden, là où il se divise.

## Nom
La terre est nommée d'après l'ingénieur suédois et explorateur polaire Salomon August Andrée (1854-97). Il a participé à l'expédition polaire suédoise vers le Spitzberg, en 1882-83, et aux expéditions polaires en ballon de 1896 et 1897.